# Pachacamac (città)
L'antica città di Pachacamac è uno dei siti archeologici più importanti del Perù. È situata a circa 40 km a sud-est di Lima, nella Valle del fiume Lurín, su un promontorio desertico, a meno di un chilometro dall'oceano Pacifico.

## Etimologia
In lingua quechua Pachacamac (o Pacha Kamaq) significa colui che dà vita al mondo (da Pacha: mondo e kamaq: dare vita, animare) e il nome si riferisce allo spirito che "fecondava" la Terra (pachamama), rendendola produttiva e facendo germogliare i semi, considerato un dio creatore dalle popolazioni della zona.

## Storia
| Data              | Cronologia                 | Cultura                        | Edifici                              |  |
| ----------------- | -------------------------- | ------------------------------ | ------------------------------------ |  |
| 1476-1534         | Orizzonte tardo            | Inca o Pachacamac IV           | Tempio del Sole e Acllahuasi         |  |
| 900-1476          | Periodo intermedio recente | Cultura Ichma o Pachacamac III | Tempio del Sole e Piramidi con rampa |  |
| 550-1100          | Orizzonte medio            | Huari o Pachacamac II          | Tempio pintado e Cimitero            |  |
| 200 a.C.-600 d.C. | Periodo intermedio antico  | Cultura Lima o Pachacamac I    | Tempio vecchio, Adobitos             |  |
| 900 a.C.-200 a.C. | Orizzonte antico           | Cultura Chavín                 | -                                    |  |

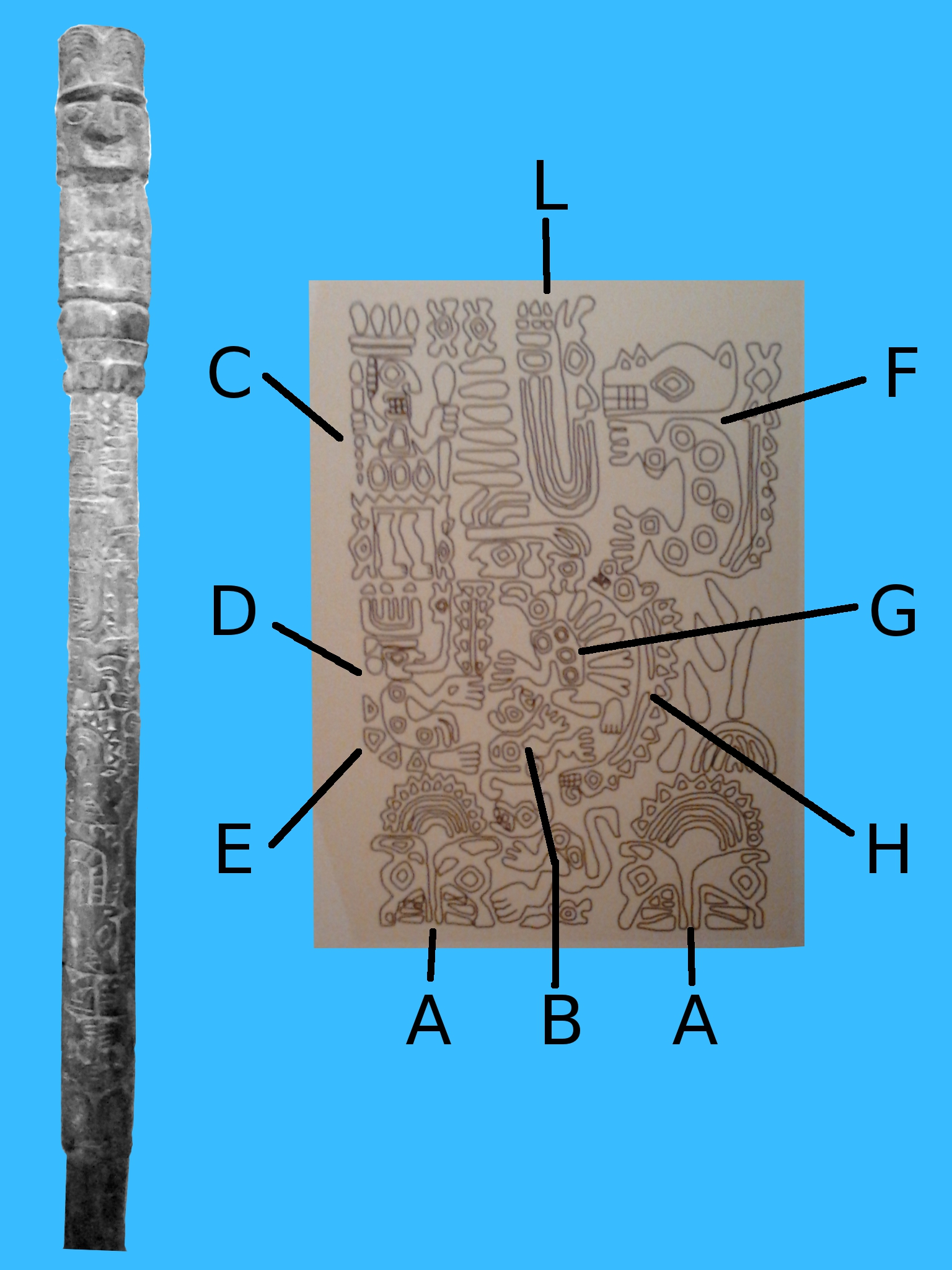
Fig. 1. Idolo di Pachacamac: A e H) Serpenti bicipiti; B, E e F) Felini; C e D) Figure antropomorfe; G) Uccello; L) Serpente con una testa

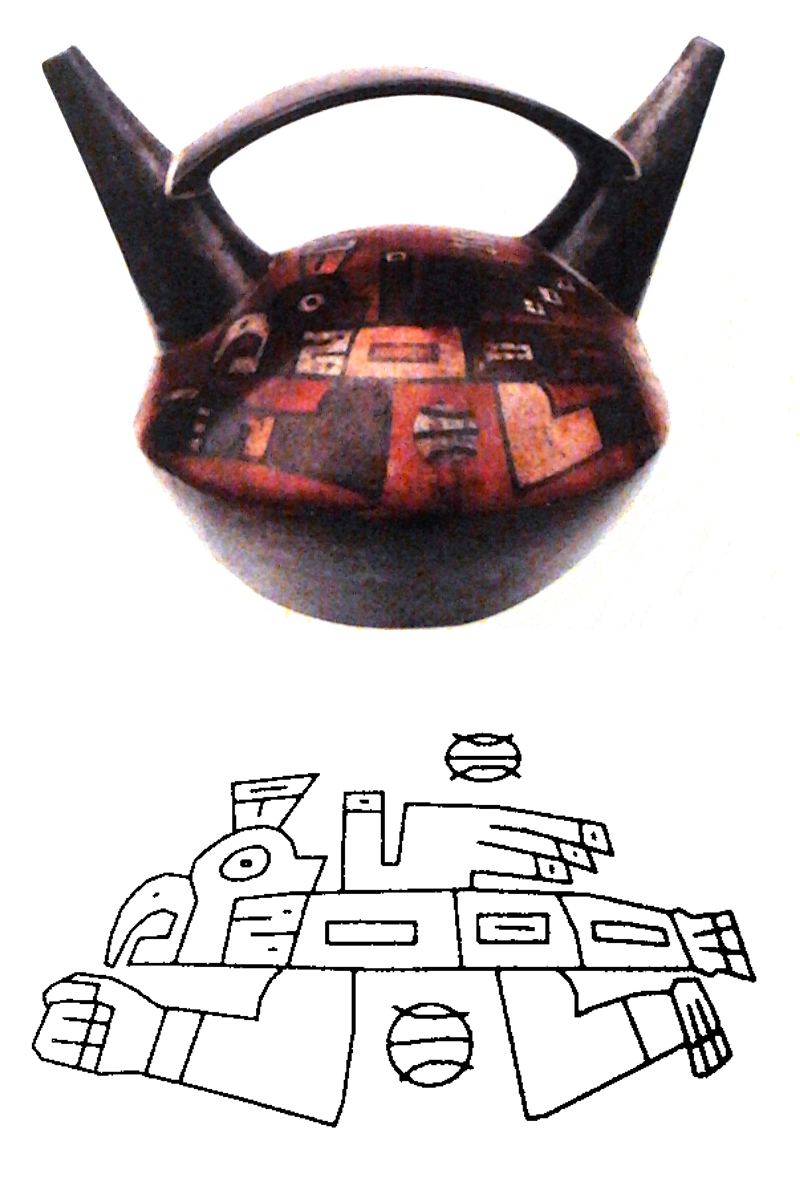
Fig. 2: Raffigurazione su ceramica di epoca Huari del dio Pachacamac, con corpo di uccello e zampe di felino

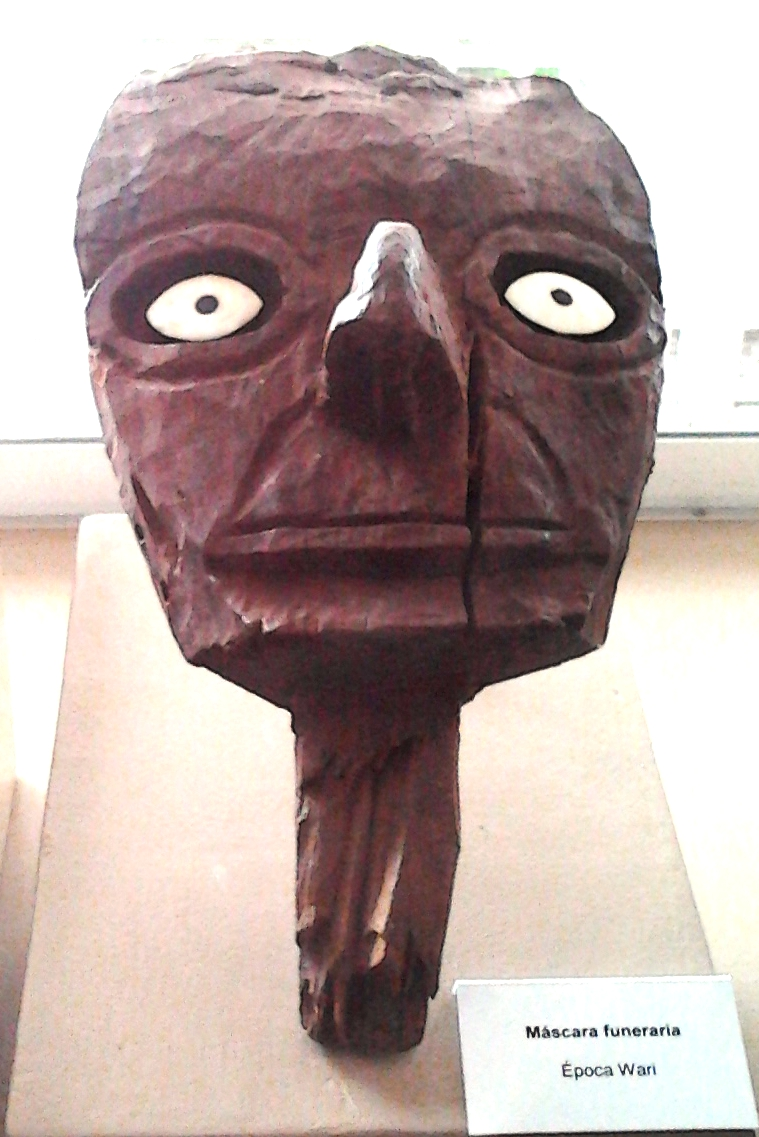
Fig. 3: Maschera funeraria di epoca Huari, presente nel museo di Pachacamac

I primi abitanti ad occupare la zona di Lima e dintorni furono dei cacciatori-raccoglitori tra il XI e il X millennio a.C., che vivevano di sussistenza sfruttando l'abbondante vegetazione della zona. Questo processo durò fino al VI secolo a.C., quando le popolazioni divennero residenti e vennero sviluppate l'agricoltura ed i primi commerci.
Durante il periodo preceramico (4500-1800 a.C.), vennero a formarsi i primi insediamenti stabili nella valle del fiume Lurin e successivamente nel periodo iniziale (1800-900 a.C.) venne sviluppata la ceramica.

### Cultura Chavin
I primi insediamenti umani nella zona di Pachacamac datano tra la fine del periodo iniziale e l'inizio dell'orizzonte antico. La cultura Chavin si sviluppò fino al II secolo a.C. lasciando poi il posto alla cultura Lima.

### Cultura Lima
Pachacamac fu il principale santuario della costa andina per più di 1500 anni; in esso veniva venerato un oracolo (fig. 1) in grado di predire il futuro e condizionare la vita e le decisioni dei potenti.
Le prime costruzioni, risalenti al periodo chiamato periodo intermedio antico (200 a.C. - 600 d.c.), sono attribuite alla Cultura Lima. La loro architettura è molto complessa e sono realizzate con mattoni di "adobe" di piccole dimensioni. Ne sono un esempio il "Tempio Lima" (sottostante al "Tempio del Sole") e il gruppo costruzioni chiamate Adobitos (proprio per i caratteristici mattoncini). Anche la "Strada nord-sud", come suggerito da Patterson nel 1966, potrebbe essere stata costruita nello stesso periodo, in quanto allineata con il "Tempio Lima".

### Cultura Huari
Attorno all'anno 650 d.C., il popolo Huari iniziò la propria espansione dalla regione di Ayacucho verso la costa, costruendo nella zona del santuario una vera e propria città ed utilizzandola come centro amministrativo.
Pachacamac raggiunse in questo periodo il massimo splendore e un'ampia notorietà in tutto il territorio andino. L'influenza Huari si può notare anche nei disegni sugli edifici (ad esempio il Tempio pintado), sugli oggetti di ceramica (fig.2) e sui tessuti trovati nel cimitero risalenti a quel periodo. Il contatto con la cultura Huari, influenzò anche l'arte della costa centrale arricchendo gli stili esistenti con elementi policromi caratteristici della zona ayacuchana.

### Cultura Ichma
Dopo il crollo dell'impero Huari, Pachacamac continuò ad espandersi, fino a diventare una sorta di città-stato sotto l'influenza della cultura Ichma e, in seguito, un impero a sé stante, anche se non arrivò mai alla grandezza dell'impero Huari. Gli Ichma occuparono le valli dei fiumi Lurin e Rimac dal 1100 al 1470 d.C. facendo di Pachacamac la propria capitale, che a quel tempo era nota come Ychsma e fu rinominato Pachacamac dagli Inca.
In questa epoca vennero costruite varie piramidi dotate di rampa centrale e la zona fu divisa tramite due strade perpendicolari, una avente direzione nord-sud e l'altra est-ovest. Secondo l'archeologo Eeckhout, la suddivisione della zona rispecchiava inoltre le divisioni sociali all'interno della società: il settore I, contenente i templi, costituiva l'area religiosa di Pachacamac ed era destinato ai sacerdoti; il settore II, contenente le Piramidi con rampa, era l'area cerimoniale e il centro politico ed era destinato ai capi; mentre il settore III era l'area residenziale ed era destinato alla popolazione.

### Periodo Inca
La decadenza della cultura Ichsma ebbe inizio con la comparsa degli Inca. Gli Ichma si unirono all'Impero Inca e Pachacamac divenne un importante centro amministrativo. Gli Inca mantennero la sacralità del luogo e permisero ai sacerdoti di Pachacamac di continuare a professarvi la loro religione e officiarvi i loro riti.
Tupac Inca Yupanqui, ad esempio, dopo aver conquistato la regione, visitò il tempio di Pachacamac e fece sacrifici per assicurarsi il successo militare.
Sono di questo periodo il Tempio del Sole, l'Acllahuasi e il Palazzo di Taurichumbi.

### Conquista spagnola
Quando Francisco Pizarro giunse in Perù e fece prigioniero l'Inca Atahuallpa, ebbe notizia dell'esistenza di Pachacamac ed inviò prontamente una spedizione con il compito di saccheggiare la zona; la spedizione raccolse molto argento e oro e distrusse l'idolo, ponendo anche termine al culto.

## Il sito archeologico

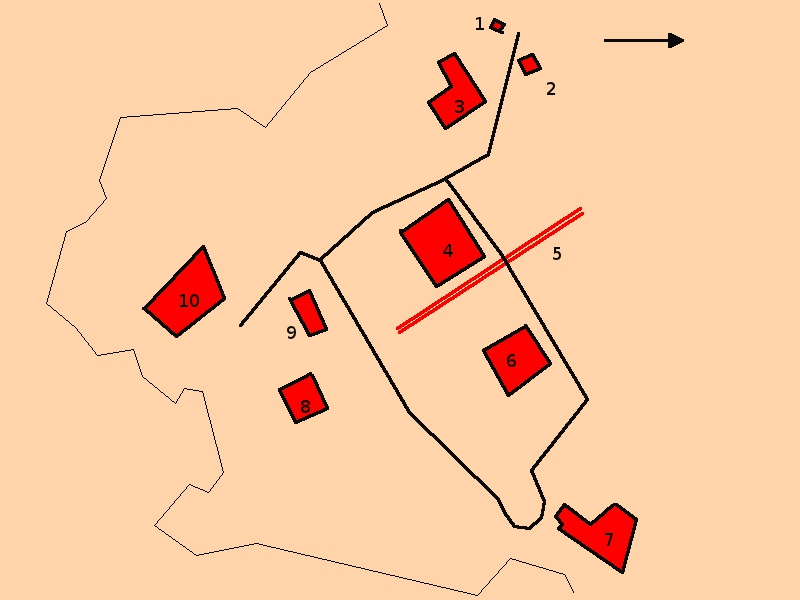
Fig. 4: Mappa di Pachacamac: 1 museo, 2 adobitos, 3 Acllahuasi, 4 piramide con rampa 1, 5 Strada nord-sud, 6 piramide con rampa 2, 7 Palazzo di Taurichumbi, 8 Tempio vecchio, 9 Tempio colorato, 10 Tempio del Sole; riga nera sottile: profilo del promontorio; riga nera spessa: strada

### Storia degli scavi
I primi scavi archeologici nella zona furono eseguiti dall'archeologo Max Uhle nel 1897. Essi riguardarono il Tempio del Sole e l'Acllahuasi.
Successivamente, nel 1938, un economista statunitense, Albert Giesecke, diresse un progetto di ricostruzione del sito con il patrocinio del Museo Nazionale, riportando alla luce parti importanti del Tempio del Sole, oltre che fibre tessili e utensili ben conservati. Dello stesso periodo è la ricostruzione dell'Acllahuasi. Va detto che Giesecke non aveva alcuna esperienza archeologica, cosa fortemente criticata dall'allora direttore del Museo Antropologico della Maddalena di Lima, Julio C. Tello. Egli stesso si occupò della zona dal 1939 al 1947, realizzando mappe accurate, mettendo a nudo dettagli architettonici del Tempio del Sole che erano stati coperti da detriti e sabbia e scoprendo una piazza rettangolare ad est del tempio, probabilmente utilizzata per offerte rituali e per questo detta "Piazza dei pellegrini". Tello scoprì anche una rete di cisterne e acquedotti che raccoglievano l'acqua dalle falde acquifere nel sottosuolo, uno dei quali, visibile a sud dell'Acllahuasi, è detto "Tempio della Luna".
Nel 1941, l'Istituto di Ricerche Andine iniziò scavi stratigrafici della zona, sotto la supervisione di William Duncan Storng e Gordon R. Willey.
Nel 1962 Jimenez Borja fu nominato direttore del Museo del Sito Pachacamac e condusse scavi che permisero la scoperta di numerosi manufatti. Nello stesso anno scoprì una strada a zig-zag che conduceva al Tempio del Sole. Negli anni successivi condusse scavi sul lato nord del Tempio del Sole e portò alla luce il "Palazzo di Tauri Chumpi" (governatore Inca di Pachacamac al tempo della conquista spagnola) e altre strutture residenziali del periodo Inca.
Nel 1999 iniziò il "Progetto Ichsma" il cui fine era quello di determinare la funzione, lo sviluppo e l'influenza di Pachacamac durante il periodo Ichsma. Le ricerche furono condotte dall'archeologo Eeckhout dell'Università Libera di Bruxelles e si focalizzò sulle Piramidi con rampa.
Nel 2003 il "Progetto Archeologico Pachacamac" , condotto da Shimada, riguardò scavi della Piazza dei Pellegrini, rivelò definitivamente l'utilizzo cerimoniale di tale sito grazie al ritrovamento di idoli, tessuti e ceramica.
Nel 2006 Anne Tiballi condusse uno studio antropologico sui reperti scoperti da Hule durante i suoi scavi nel "Cimitero delle Donne Sacrificate", localizzato sulla prima terrazza a sud-est del Tempio del Sole.
Dal 2012 una missione scientifica italiana del Consiglio nazionale delle ricerche diretta da Nicola Masini conduce uno studio sugli antichi sistemi di canalizzazione dell'acqua con metodi innovativi basati sulla geofisica e il telerilevamento satellitare.
Tra il 2024 e il 2025 una missione scientifica italiana dell'Istituto Nazionale di Geofisica e Vulcanologia supportata dal Ministero Affari Esteri e Cooperazione Internazionale coordinata da Maria Ilaria Pannaccione Apa con la direzione scientifica di Guido Ventura conduce una serie di studi finalizzati alla valutazione della vulnerabilita' delle strutture di Pachacamac in relazione alle fenomenologie legate al El Niño (pioggia, vento, inondazioni) e alla escursione termica in area semi-desertica tramite tecniche di telerilevamento prossimale e modelli di interazione clima-terreno-struttura.

### Struttura
Spazialmente l'area archeologica è divisa in quattro settori più o meno concentrici e delimitati da mura. L'area aperta al pubblico è costituita dal settore I (per un'estensione di ca. 18,8 ha, comprendente il Tempio del Sole, il Tempio Pintado, e il Tempio Vecchio) e dal settore II (comprendente l'Acllahuasi, le Piramidi con rampa e il Palazzo di Tauri Chumpi). I due settori, costituiscono il cosiddetto "nucleo interno" che si estende fino alle "mura della città interna" ed abbracciano un'area complessiva di ca. 128,25 ha.
Il settore III, chiamato "città esterna", si estende dalla città interna fino alle mura della città esterna, per un'estensione di ca. 93 ha. L'archeologo Max Uhle, trovò qui vaste zone abitative e un cimitero.
Il settore IV, infine, si estende dalla città esterna fino al fiume Lurin ed era costituito in prevalenza da campi coltivati, oggi sepolti dalla sabbia.

### Adobitos
Resti di costruzioni risalenti al periodo intermedio antico, sono caratterizzate dalla presenza di piccoli mattoni di adobe.

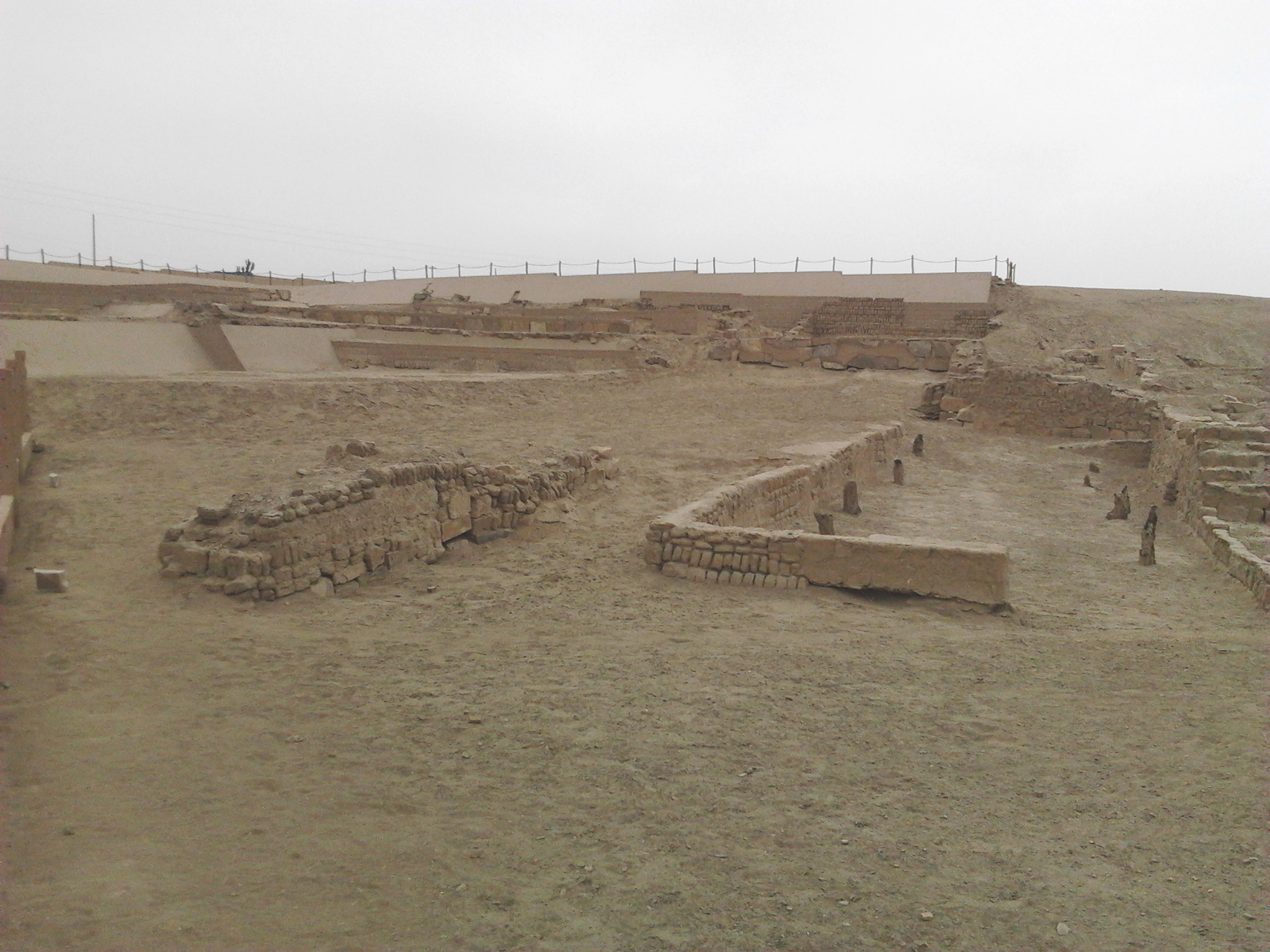
Fig. 5: Adobitos
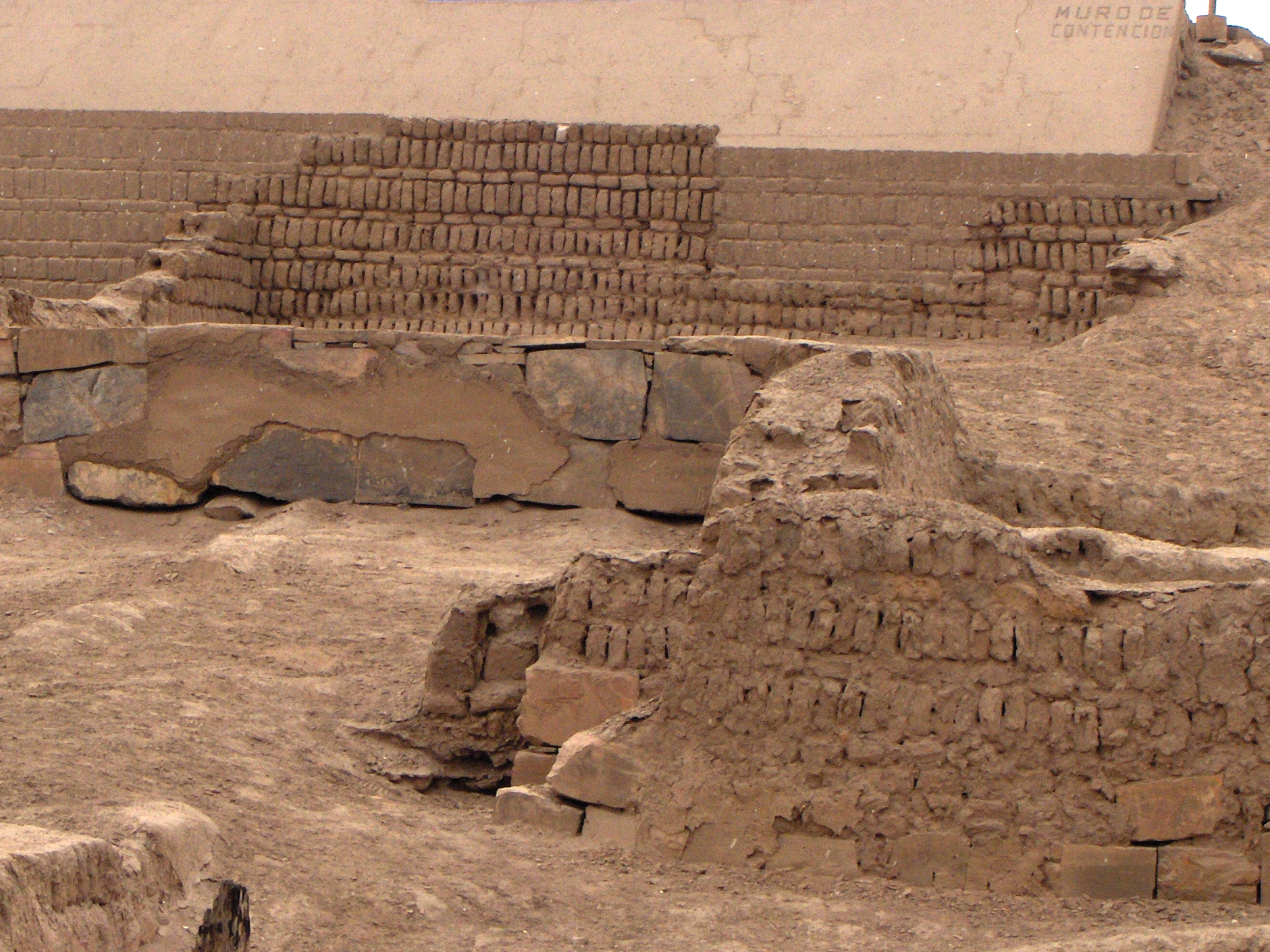
Fig. 6: Adobitos (dettaglio)

### L'Acllahuasi (o Mamacona)
L'Acllahuasi, termine che deriva dalla lingua quechua e che significa casa (huasi) delle prescelte (aclla), è una classica struttura Inca, con le tipiche finestre trapezoidali e le fondamenta in granito. Era il luogo dove risiedevano le Vergini del Sole, sacerdotesse dedicate al culto del Sole. Gli Inca erano soliti accoppiare un edificio di questo tipo alla costruzione di un "tempio del Sole", in modo che le sacerdotesse potessero espletare i vari riti collegati al culto del Sole.
L'Acllahuasi consiste di tre sezioni che circondano una piazza centrale. Le tre ali dell'edificio che circondano la piazza sono divise in piccole celle collegate da corridoi; l'entrata principale si trova sul lato nord. Una lunga galleria connette questa entrata alla parte principale dell'edificio, quest'ultima consistente in una corte interna circondata su due lati da stretti corridoi decorati con nicchie.
La zona comprende anche dei vasti campi, circondati da mura esterne che li separavano dal deserto. Max Hule suggerì che fossero dei campi agricoli che servivano da supporto ai culti dell'Acllahuasi detti Inti Chakra o Campi del Sole (Inti = Sole, Chakra = campo).
L'edificio presente a Pachacamac è una ricostruzione del tempio originale.

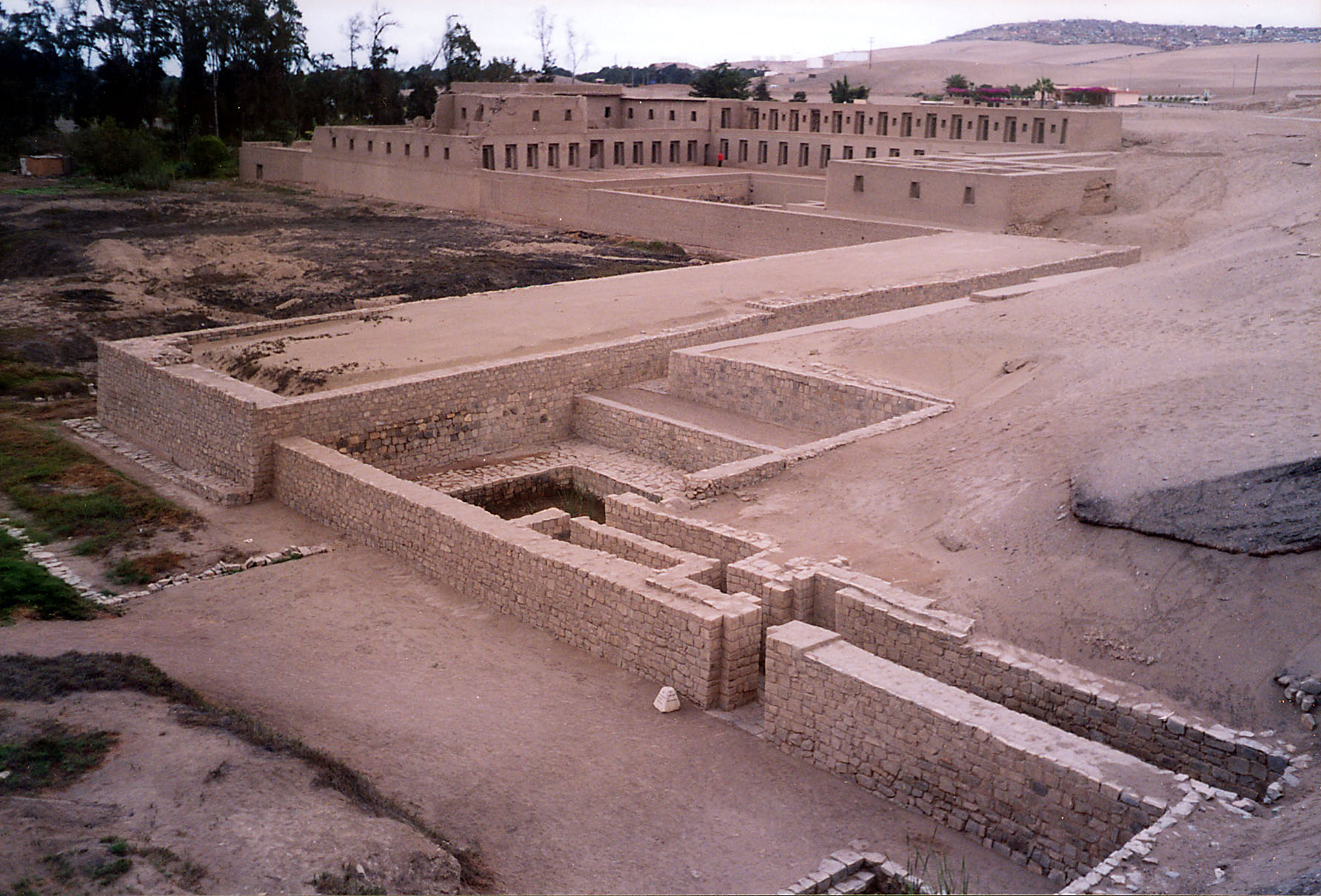
Fig. 7: Acllahuasi, panorama
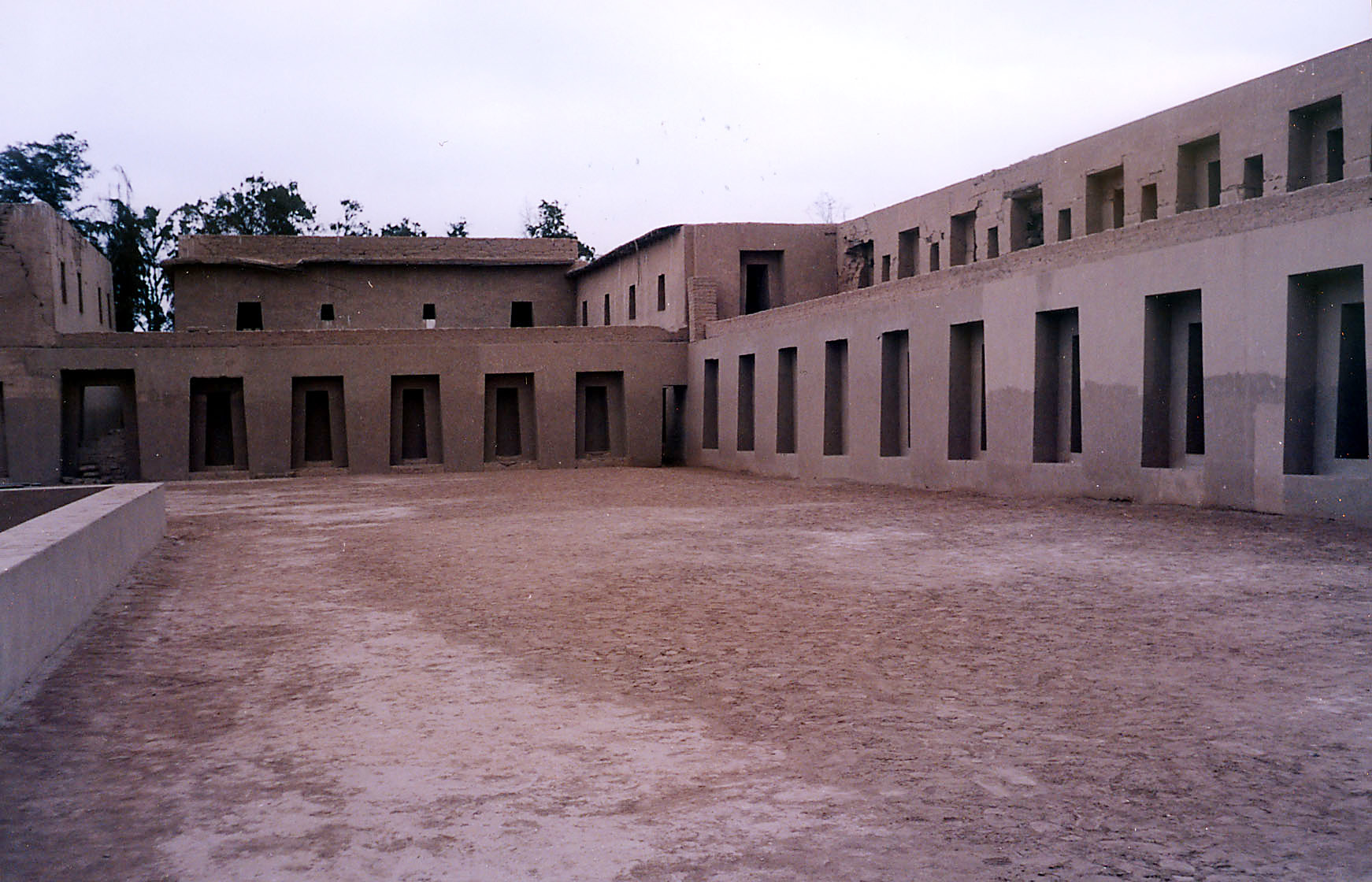
Fig. 8: Acllahuasi, panorama

### Strada nord-sud
La Strada nord-sud fu costruita nel periodo intermedio recente, prima dell'arrivo degli Inca. Questo in base a recenti scavi (2009) realizzati dal Museo del Sito di Pachacamac, durante i quali si scoprì che la strada collegava due importanti piramidi con rampa (n.4 e n.7) che erano ubicate ai suoi margini.
Questa strada venne utilizzata anche durante l'occupazione Inca, epoca in cui vennero apportate alcune modifiche, come l'ampliamento dell'accesso alla piramide con rampa n. 7. In epoca coloniale, in seguito ad un forte sisma, alcuni suoi muri furono danneggiati e la strada cadde in disuso.

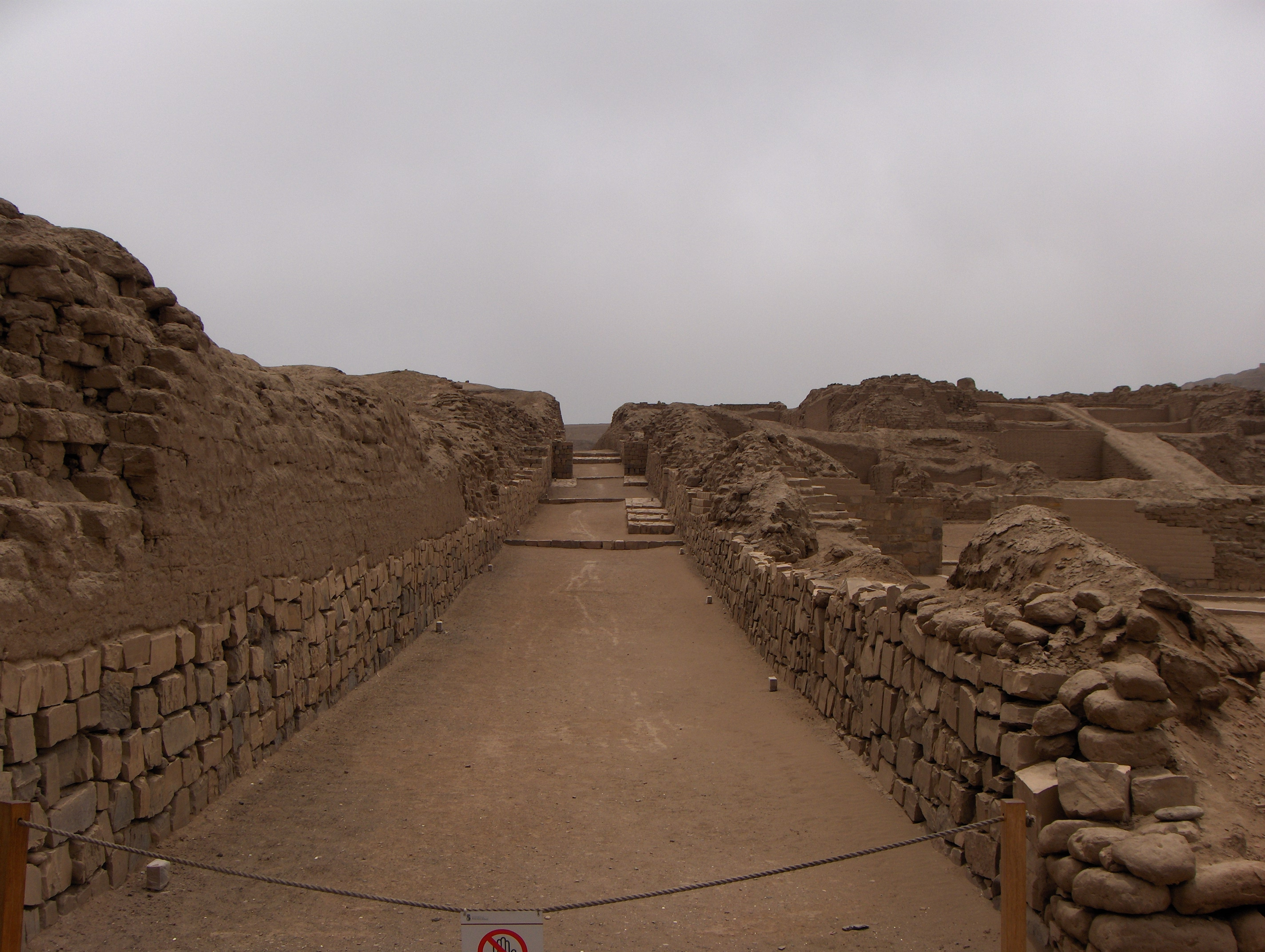
Fig. 9: Strada nord-sud
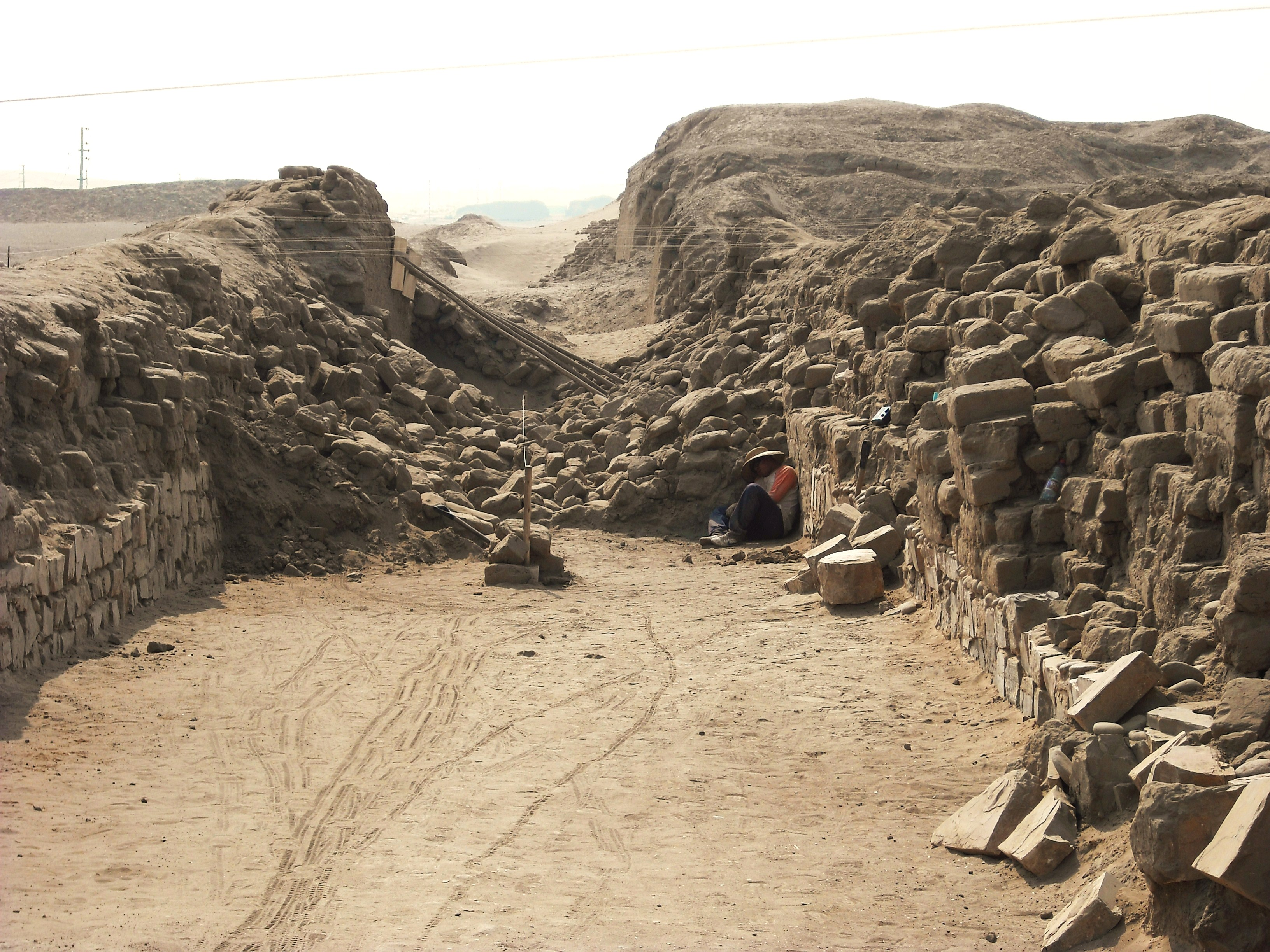
Fig. 10: Strada nord-sud, mura

### Piramidi con rampa 1 e 2
Le "Piramidi con rampa" avevano la funzione di palazzi amministrativi. Nel santuario sono state rinvenute 17 piramidi di questo tipo, tutte costruite durante il periodo Ychma, tra il 900 e il 1470 d.C. Le più famose sono la piramide con rampa n. 1 (fig. 11) e la Piramide con rampa n. 2.

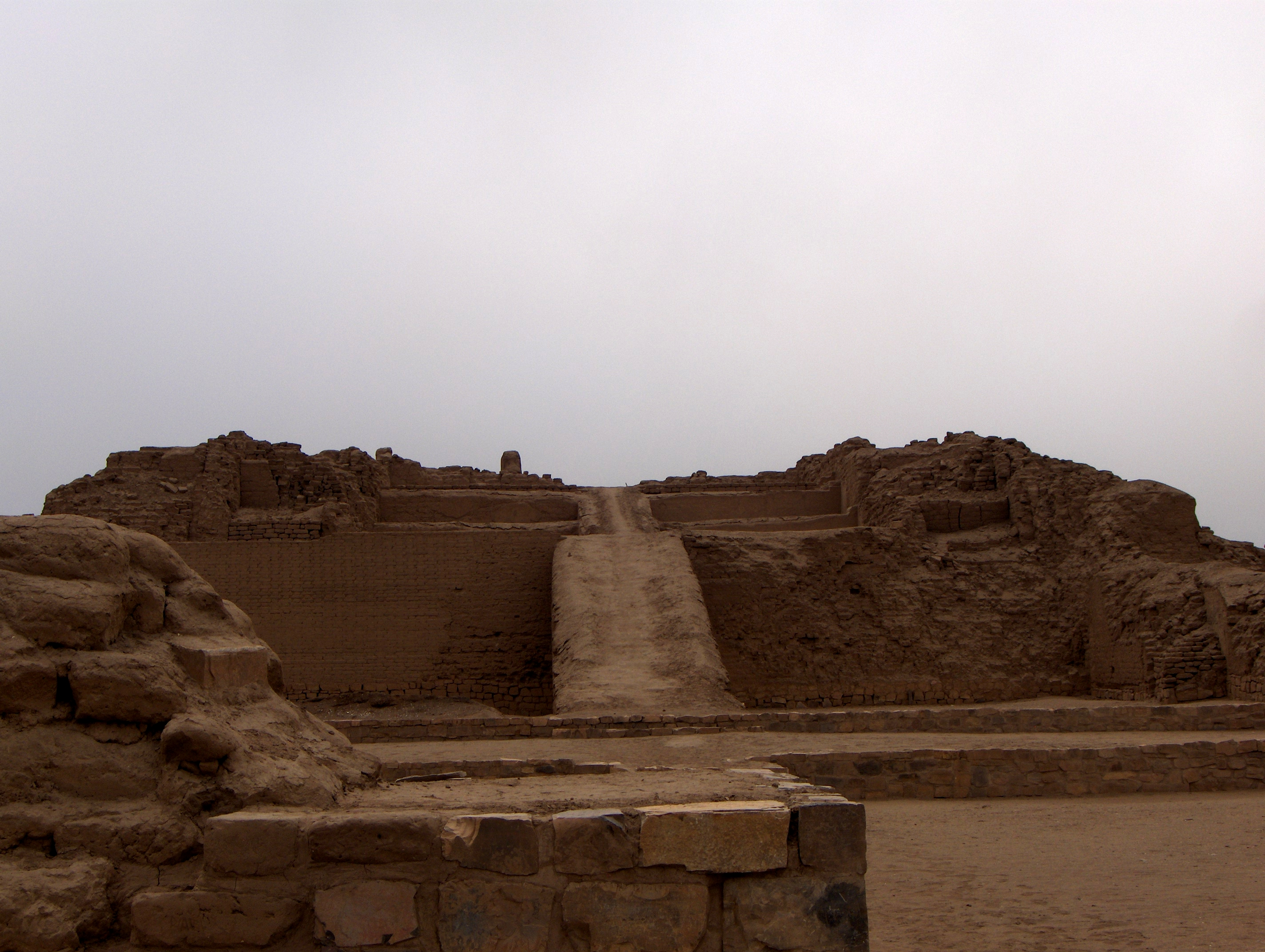
Fig. 11: Piramide con rampa n. 1

### Tempio del Sole
L'edificio più importante del complesso archeologico è il tempio del sole, costruito dagli Inca sopra un promontorio roccioso di fronte all'oceano pacifico tra il 1470 e il 1533.
Esso è costituito da quattro piramidi tronche sovrapposte che gli conferiscono la forma di una piramide a gradini di forma trapezoidale. L'edificio era originalmente dipinto di giallo e rosso, colori che possono ancora essere osservati su alcuni muri (fig. 17).
La parte più importante del tempio era la sommità, dove erano situati i luoghi di culto al Sole.
Ogni lato del tempio è coperto da terrazze di varie altezze e ampiezze, divise da mura. Piccoli stanze e passaggi sono sparsi su tutti e quattro i lati del tempio. Il tempio ha due entrate, entrambe sul lato nord-est.

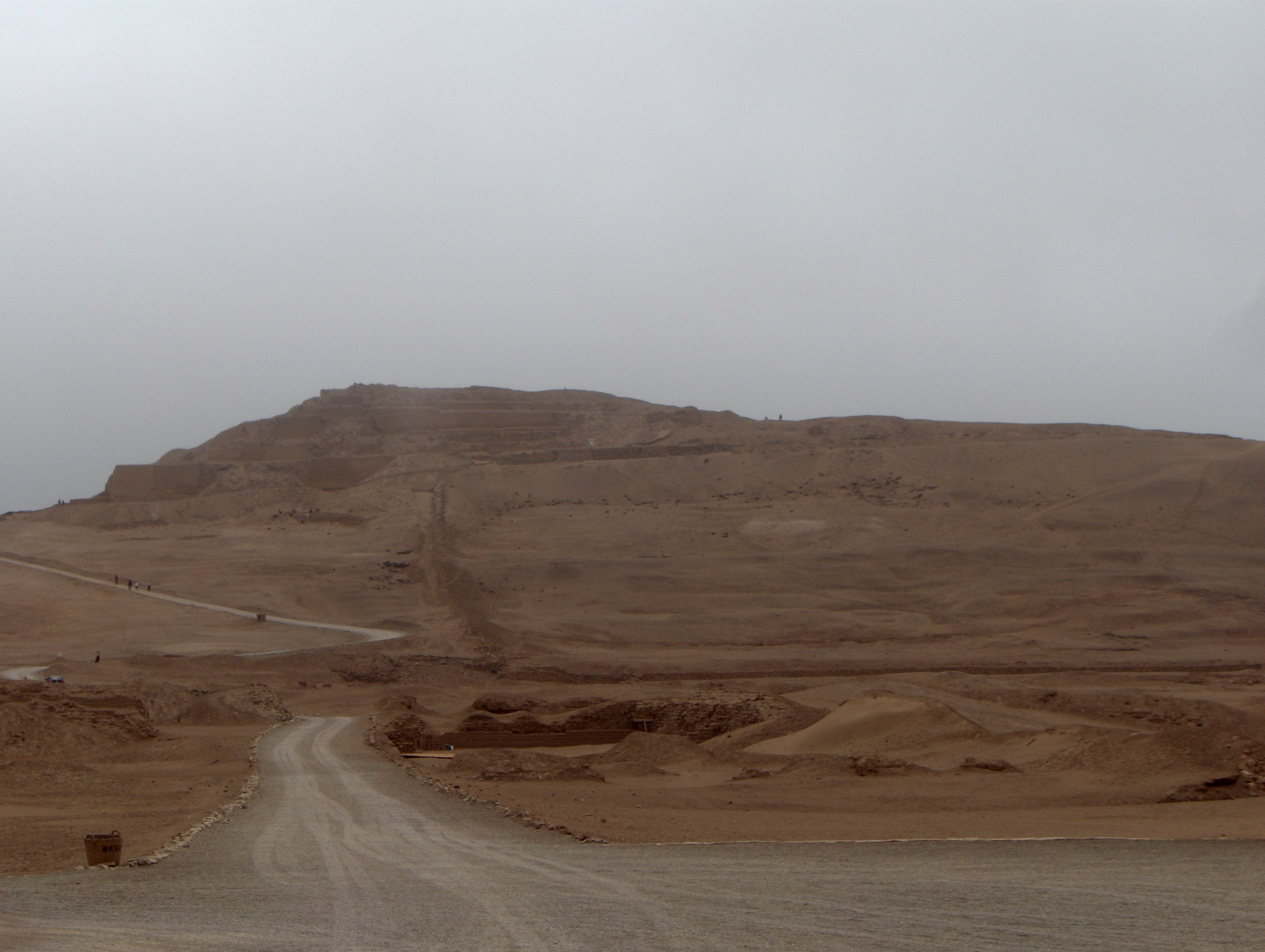
Fig. 12: Tempio del Sole, panorama
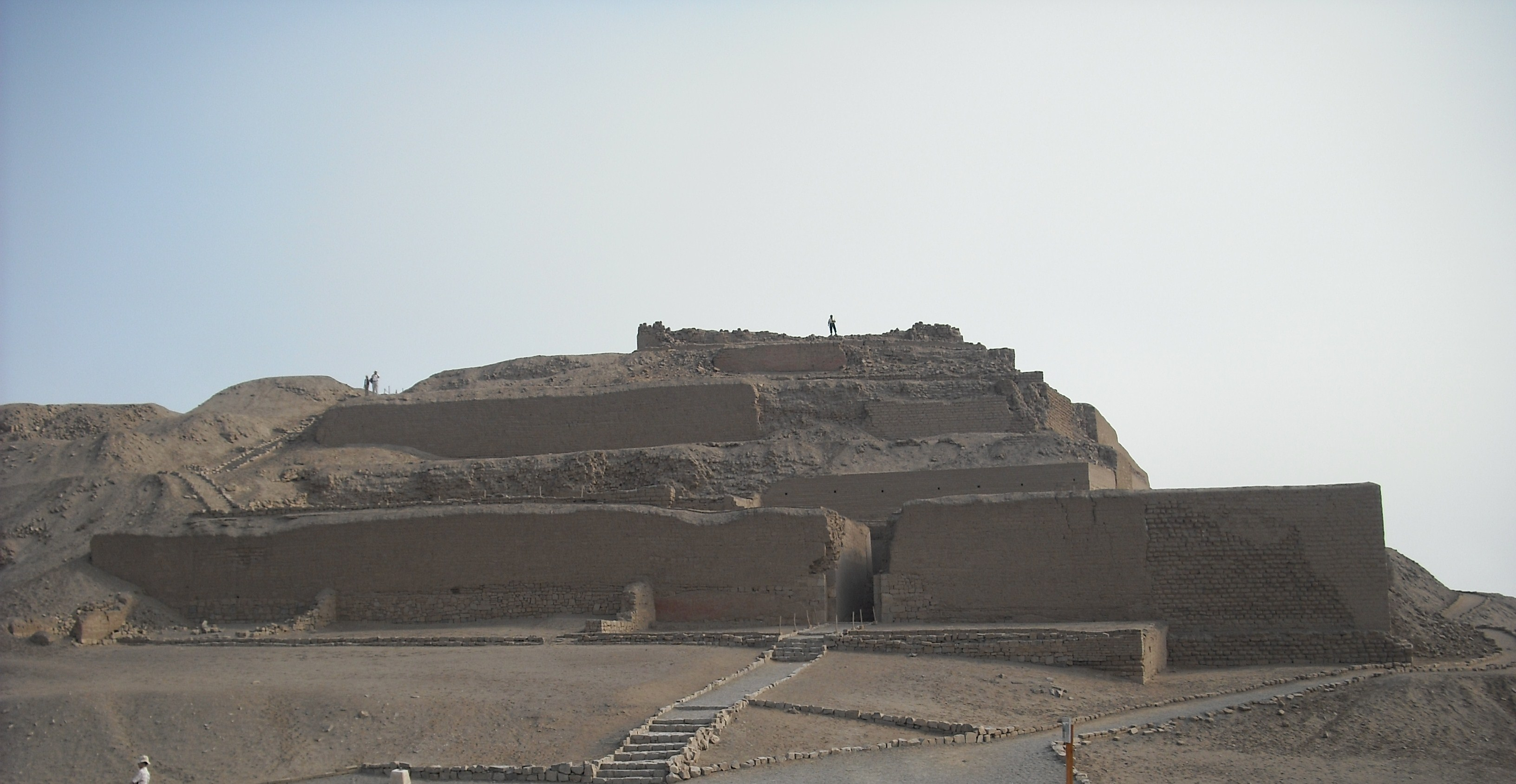
Fig. 13: Tempio del Sole, panorama
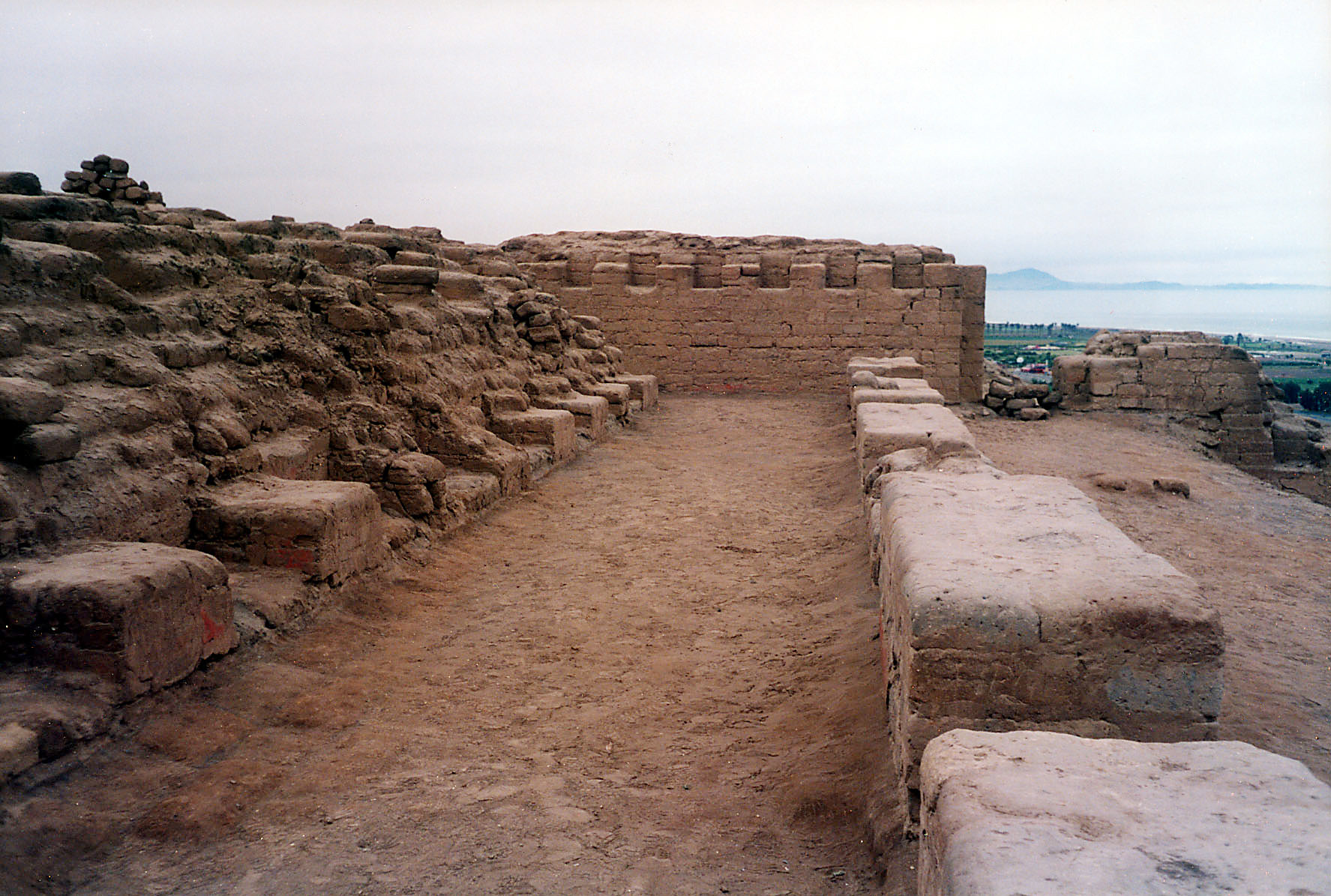
Fig. 14: Tempio del Sole, sommità, versante sud
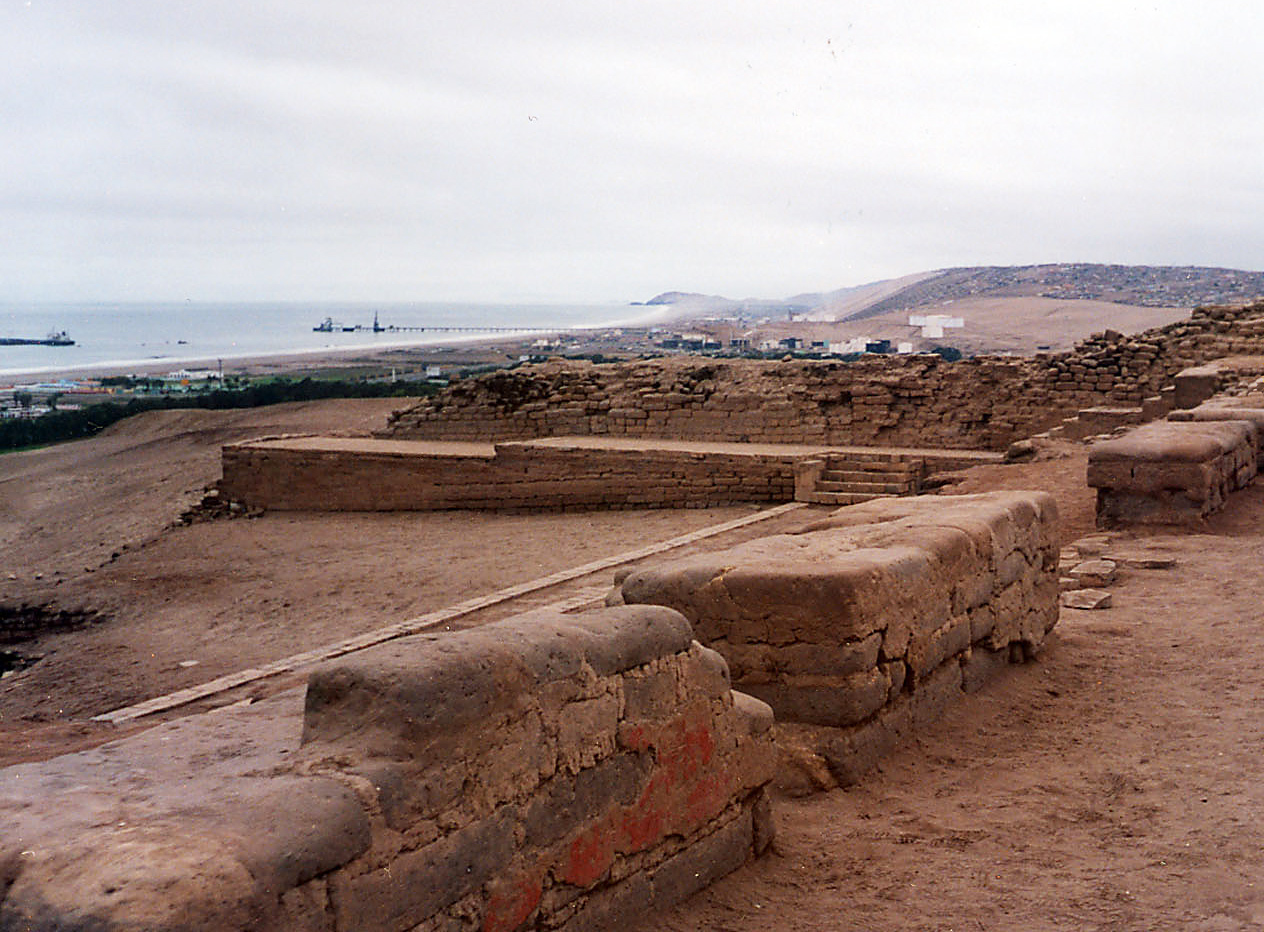
Fig. 15: Tempio del Sole, sommità, versante nord
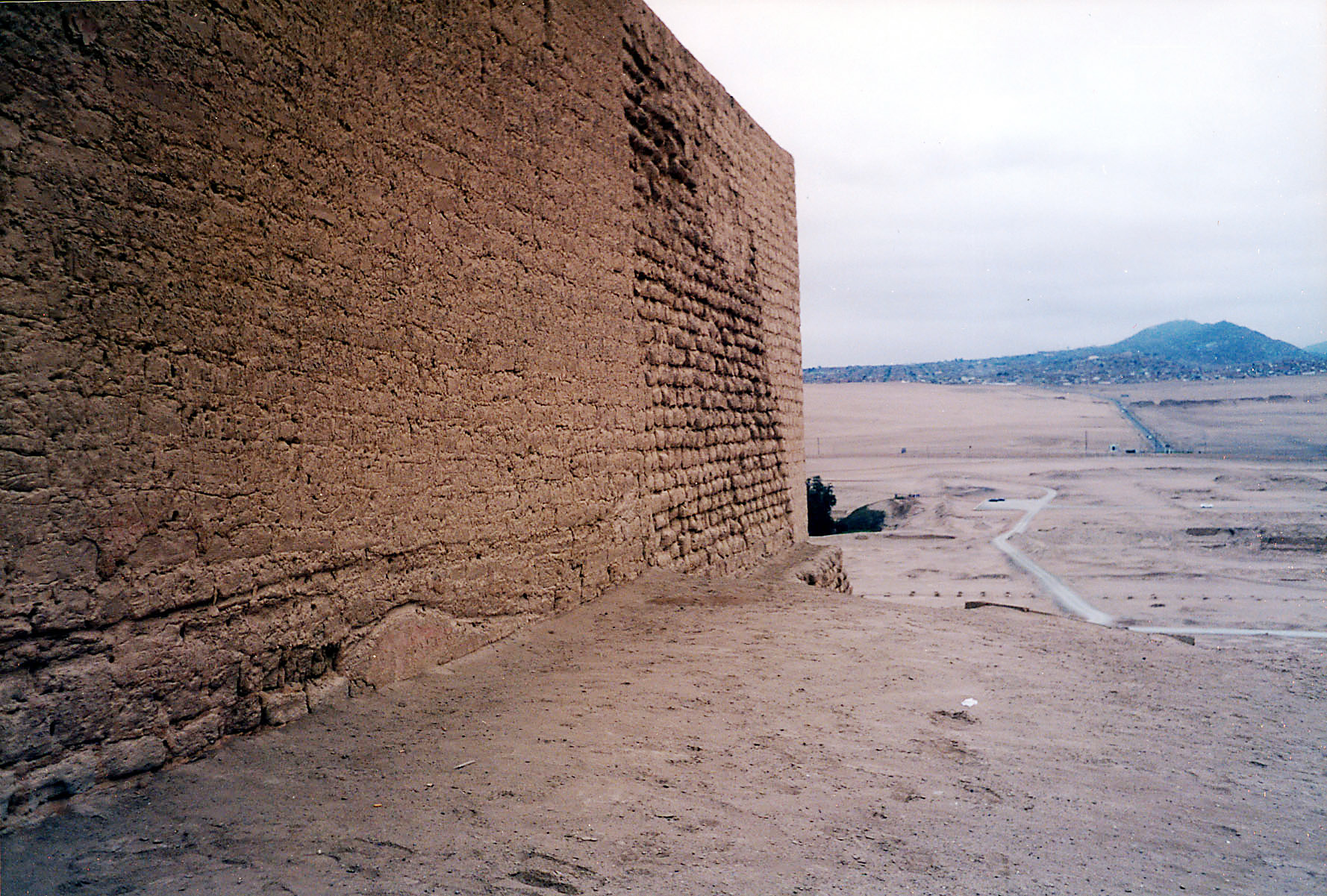
Fig. 16: Tempio del Sole, versante ovest
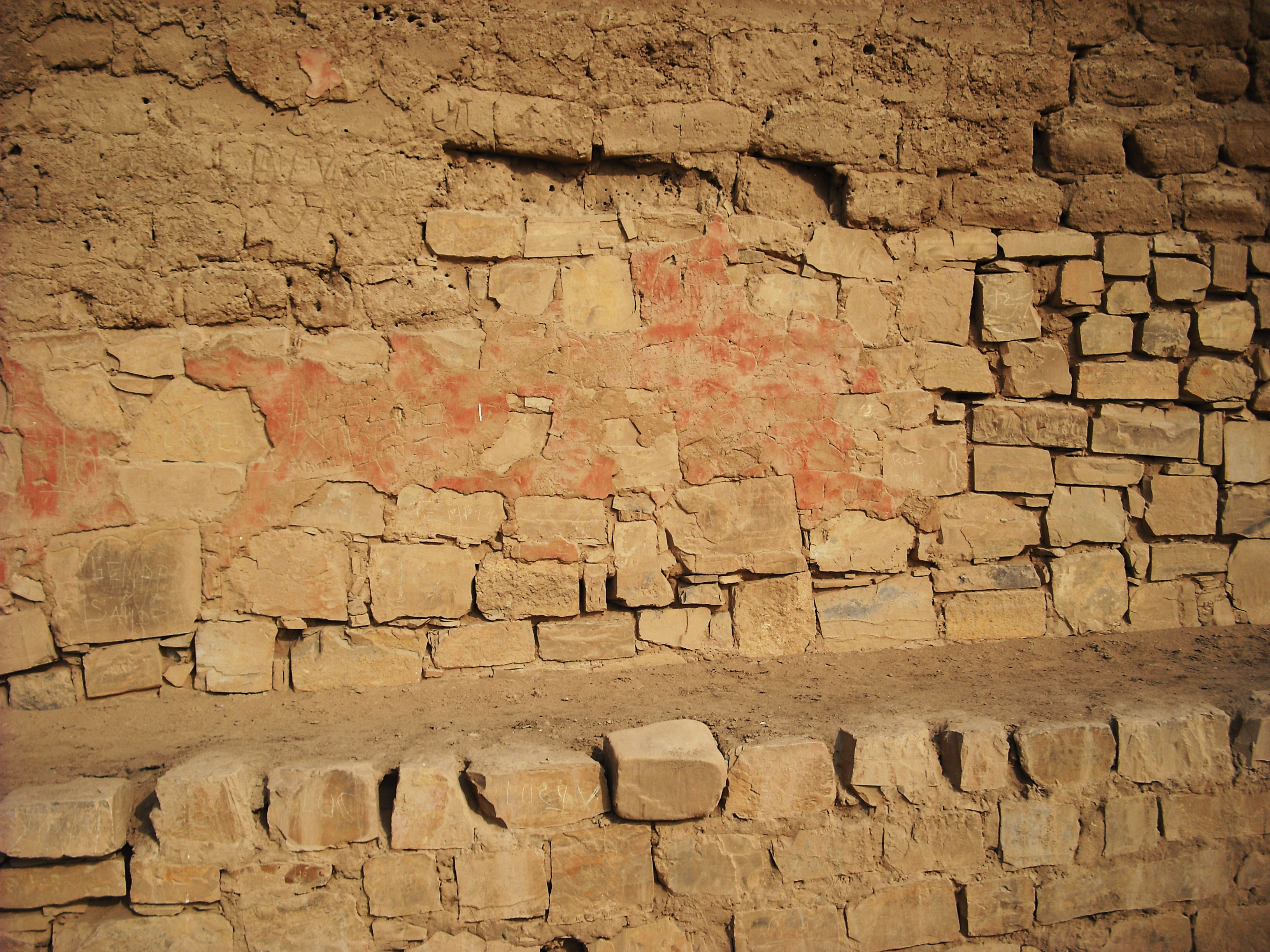
Fig. 17: Tempio del Sole, dettaglio dei muri dipinti di rosso
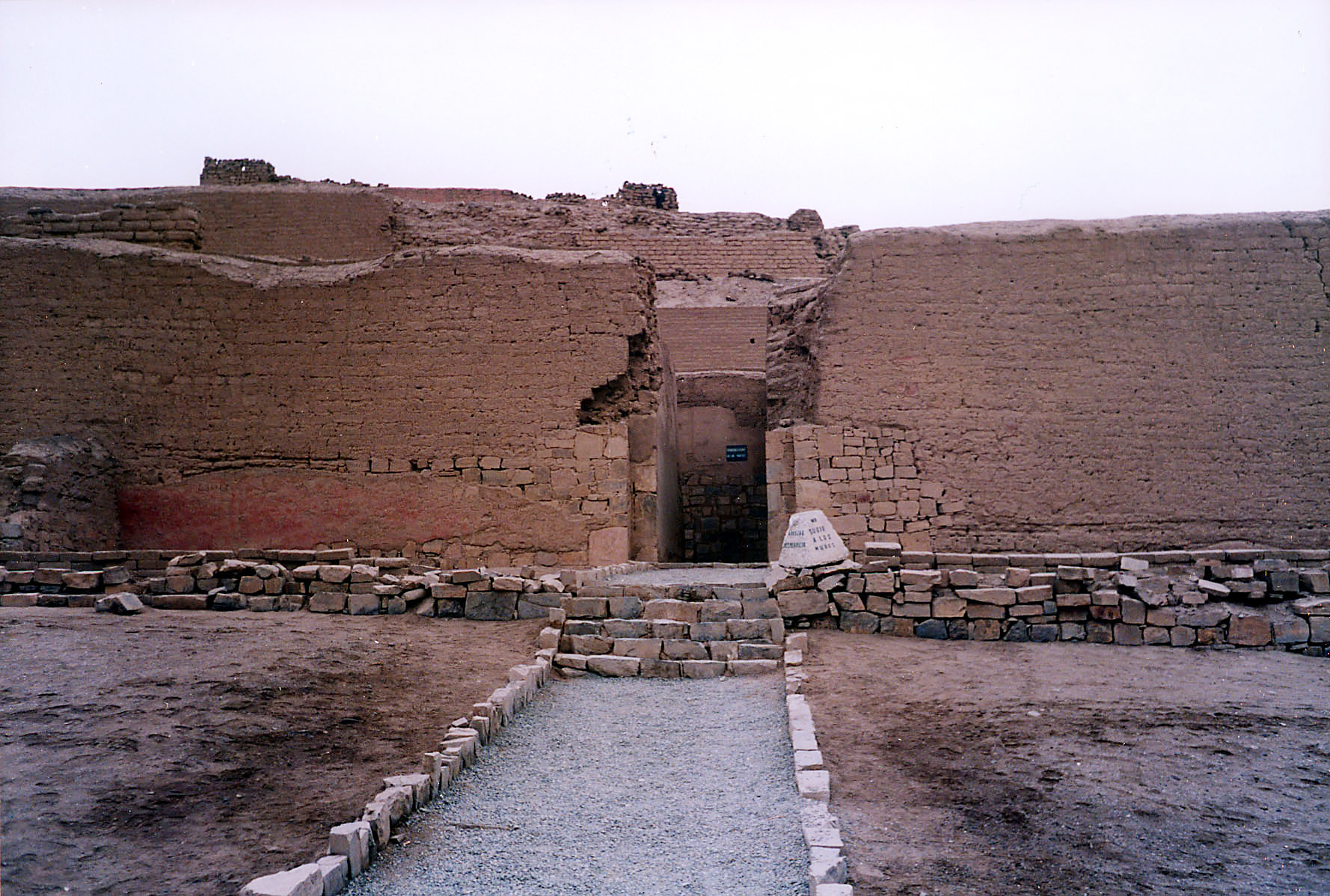
Fig. 18: Tempio del Sole, ingresso